# 아로 파야리
아로 올라비 파야리(Aaro Olavi Pajari, 1897년 7월 17일 ~ 1949년 10월 14일)는 핀란드의 군인이다. 최종계급은 육군 2성장군이다. 제2차 세계 대전 때 만네르헤임 자유십자장을 2회 수훈받았다. 소규모의 핀란드군으로 압도적 수적 우위의 소련군을 격파한 톨바얘르비 전투가 가장 큰 업적으로 꼽힌다. 겨울전쟁, 계속전쟁, 라플란드 전쟁에 모두 종군하였으며 유격전에 능했다.

## 참고 자료
- Niemi, Leena (2002) "Aaro Olavi Pajari (1897-1949) Vaikuttaja kaupungissa ja sotarintamalla" Koskesta Voimaa 보관됨 2016-07-16 - 웨이백 머신 approx. translation of title "Aaro Olavi Pajari (1897-1949) in civil and military circumstances", with photo